# Atraco (película de 1963)
Atraco ( en alemán: Das Feuerschiff ) es una película alemana de 1963 dirigida por Ladislao Vajda y protagonizada por James Robertson Justice, Helmut Wildt y Dieter Borsche.  Se basa en una historia de Siegfried Lenz, que fue adaptada nuevamente en una película de 1985 titulada The Lightship. Rodada en los Estudios Tempelhof de Berlín, con exteriores en las ciudades de Copenhague y Malmö, el montaje fue dirigido por el director artístico Johannes Ott.

## Sinopsis
El capitán Freytag, hombre inflexible y de principios fijos, hace un trabajo a conciencia en una explotación situada en un faro del Mar del Norte
. Para mostrar a su hijo Fred su labor le ha llevado a la nave para que vea en qué trabaja de primera mano. Poco después llegan tres náufragos. Freytag los lleva a bordo en un bote salvavidas. Pronto se da cuenta de que éste fue un grave error, porque son tres atracadores de bancos sin escrúpulos que han naufragado mientras huían de la policía. Su líder, el Dr. Caspary, es un criminal de sangre fría.

## Reparto
- James Robertson Justice - Capitán Freytag
- Helmut Wildt - Dr. Caspary
- Dieter Borsche - Steuermann Rethorn
- Pinkas Braun - Funker Philippi
- Michael Hinz - Fred Freytag
- Georg Lehn - Gombert
- Günter Mack - Zumpe
- Simon Martin - Martin
- Werner Peters - Trittel
- Sieghardt Rupp - Eugen
- Wolfgang Völz
- Xavier Cugat
- Aldo Fabrizi
- Abbe Lane

## Recepción
Fue proyectada como parte de la selección oficial del Festival Internacional de Cine de San Sebastián 1963, donde pasó sin pena ni gloria. 